# Ольговский сельский совет (Херсонская область)
Ольговский сельский совет (укр. Ольгівська сільська рада) — входит в состав
Бериславского района
Херсонской области
Украины.
Административный центр сельского совета находится в 
с. Ольговка
.

## История
- 1950 — дата образования.

## Населённые пункты совета
- с. Ольговка
- с. Веровка